# Глубока-над-Влтавоу
Глубока-над-Влтавоу (чеш. Hluboká nad Vltavou), бывш. Фрауэнберг (нем. Frauenberg) — город в районе Ческе-Будеёвице в Южночешском крае Чехии.
Население — 5353 человека (2022). Расположен по обеим сторонам реки Влтава в 7 км севернее города Ческе-Будеёвице у подножья холма, на котором находится средневековый замок. Центр города (бывшее подградье) — на левом берегу реки.

## История
История города относится к середине XIII века, когда здесь был построен королевский за́мок Фробург (Froburg, первоначально Wroburch). Замок был сооружён на скале высотой 83 метра над рекой Влтавой. Его первоначальное немецкое название — замок Фрауенберг. Вокруг замковой горы стали селиться люди, развиваться ремесла и торговля, возник городок.
В середине XVII века (в 1660 году) замок и его окрестности стали собственностью рода Шварценбергов.
В начале замок назывался по-чешски Глубока, от глухого леса, окружавшего замковую гору, а местечко вокруг него — Подгради. Только в 1885 году город был переименован в Глубока-над-Влтавой.

## Достопримечательности
- Средневековый замок
- Бывшая синагога 1680 г.
- Старое Еврейское кладбище, памятник культуры Чешской республики
- Зоопарк Ограда
- Рядом с городом находится одно из самых больших озёр в Чехии — Бездрев.
- В городе находится центр хранения данных (1500 серверов), вода от системы охлаждения которого поступает для нагревания открытого городского аквапарка[7]

## Население
| Год  | Численность | Численность |
| ---- | ----------- | ----------- |
| 1869 | 4836        | [ 8 ]       |
| 1880 | 5628        | [ 8 ]       |
| 1890 | 5442        | [ 8 ]       |
| 1900 | 5350        | [ 8 ]       |
| 1910 | 5448        | [ 8 ]       |
| 1921 | 5391        | [ 8 ]       |
| 1930 | 5148        | [ 8 ]       |
| 1950 | 4263        | [ 8 ]       |
| 1961 | 4485        | [ 8 ]       |
| 1970 | 4236        | [ 8 ]       |
| 1980 | 4373        | [ 8 ]       |
| 1991 | 4277        | [ 8 ]       |
| 2001 | 4538        | [ 8 ]       |
| 2011 | 4953        |             |
| 2014 | 5042        | [ 9 ]       |
| 2016 | 5163        | [ 10 ]      |
| 2017 | 5253        | [ 11 ]      |
| 2018 | 5305        | [ 12 ]      |
| 2019 | 5410        | [ 13 ]      |
| 2020 | 5419        | [ 14 ]      |
| 2021 | 5451        | [ 15 ]      |
| 2022 | 5353        | [ 16 ]      |
| 2023 | 5526        | [ 17 ]      |
| 2024 | 5597        | [ 4 ]       |

## Города-побратимы
- Боллиген, Швейцария
- Грайн, Австрия
- Нойштадт-ан-дер-Айш, Германия